# Ди Мартино, София
Софи́я Ди Марти́но (англ. Sophia Di Martino; род. 15 ноября 1983, Ноттингем, Англия, Великобритания) — британская актриса. Получила широкую известность за роль Сильвии в американском сериале «Локи» (2021) в медиафраншизе «Кинематографическая вселенная Marvel».

## Биография

### Детство и образование
Родилась в Ноттингеме. Ди Мартино успешно сдала экзамен GCE Advanced по актерскому мастерству, после чего поступила в Солфордский Универститет, который закончила с отличием.

### Карьера
Работает на телевидении, в кинематографе, театре.
В комедии Flowers телеканала Channel 4 сыграла Amy Flowers. Исполнила роль Евы в фильме 2016 года «The Darkest Universe». Появлялась в качестве Amber в третьем сезоне Mount Pleasant и сыграла Эмму, подругу Адама, роль которого исполнил Саймон Бёрд, в первом эпизоде третьего сезона Ужин в пятницу вечером.
Была членом актёрского состава сериала Casualty, исполняла роль Паулины «Полли» Эммерсон с 19 марта 2009 года по 30 апреля 2011 года.
В 2018 году участвовала в комедии «Click & Collect».
В 2019 году получила роль Сильвии в американском сериале «Локи» от Disney+. Премьера первого сезона состоялась 9 июня 2021 года и завершилась 14 июля. Ди Мартино получила премию MTV Movie & TV Awards 2022 года в номинациях «Лучший прорыв года» и «Лучшая актёрская команда» с Томом Хиддлстоном и Оуэном Уилсоном. Премьера второго сезона «Локи» состоялась 5 октября 2023 года. в пустыне смерти(сериал) играла капитана корабля в третьем сезоне.

### Личная жизнь
Состоит в отношениях с актёром и писателем Уиллом Шарпом, ребёнок родился в 2019 году.

## Фильмография

### Фильмы
| Год  |   | Русское название         | Оригинальное название             | Роль   |
| ---- | - | ------------------------ | --------------------------------- | ------ |
| 2011 | ф | Черный пруд              | Black Pond                        | Rachel |
| 2015 | ф | Лондонские каникулы      | A Royal Night Out                 | Phoebe |
| 2016 | ф | Темнейшая вселенная      | The Darkest Universe              | Eva    |
| 2019 | ф | Вчера                    | Yesterday                         | Carol  |
| 2021 | ф | Кошачьи миры Луиса Уэйна | The Electrical Life of Louis Wain | Judith |

### Телевидение
| Год       |   | Русское название     | Оригинальное название | Роль                |
| --------- | - | -------------------- | --------------------- | ------------------- |
| 2018      | ф | Click & Collect      | Click & Collect       | Claire              |
| 2020      | ф | Безмолвный свидетель | Silent Witness        | Инспектор Клэр Эшби |
| 2020      | ф | Киллерши             | Hitmen                | Энни Медокс         |
| 2021—2023 | с | Локи                 | Loki                  | Сильвия             |